# Вознесенский техникум пищевых производств
Вознесенский техникум пищевых производств — государственное бюджетное профессиональное образовательное учреждение Краснодарского края. Находится в станице Вознесенской Лабинского района.
Это старейшее профессиональное образовательное учреждение, ведущее подготовку специалистов в области пищевой промышленности.
В 2010 году учебное заведение признано Законодательным собранием Краснодарского края лучшим инновационным колледжем Кубани.
В 2021, 2022 годах на Всероссийском конкурсе Большая перемена техникум вошёл в ТОП 20 лучших техникумов России.

## История

### XIX век
История современного Вознесенского техникума пищевых производств берёт своё начало 22 декабря 1895 года, когда с разрешения министра земледелия и государственных имуществ Алексея Сергеевича Ермолова с дворянином Семёном Ивановичем Болтенковым был заключён договор, по которому и учреждена Вознесенская школа садоводства, огородничества и пчеловодства 2 разряда.
8 сентября 1896 года в торжественной обстановке в станице Вознесенской была открыта первая на Кубани сельскохозяйственная школа садоводства, огородничества и пчеловодства.
В 1900 году выпущен сборник «Труды Вознесенской школы садоводства и пчеловодства», который посвящён прошедшему в 1989 году обучению учителей министерских училищ со всей Кубанской области и сельскохозяйственной вставке. Это были события общероссийского масштаба. На курсах преподавали теоретические и практические основы садоводства, огородничества, пчеловодства и столярного дела. Выставка собрала множество выдающихся людей. Демонстрировались саженцы, семена и продукты переработки. Были устроены павильоны полеводства, цветоводства, паркового хозяйства, сыроделия, пчеловодства, шелководства. Широко представлялась новейшая техника, учебная литература, народные промыслы.
В открытии участвовал Михаил Павлович Бабыч, ставшим вскоре начальником Кубанской области, наказным атаманом Кубанского казачьего войска, генералом от инфантерии. Он был сыном героя Кавказских войн генерал — лейтенанта Бабыча Павла Денисовича и сам тоже прославился на военном и административном поприщах.
Во время торжественного обеда основатель учебного заведения и организатор всех мероприятий статский советник Семён Иванович Болтенков огласил телеграмму на имя августейшего покровителя Вознесенской школы великого князя Александра Михайловича. В ответ на послание были получены высочайшие поздравления.

### XX век
Постепенно качество подготавливаемых специалистов повышается и уже в «Кубанском календаре на 1915 год» Вознесенская школа садоводства, огородничества и пчеловодства упоминается как школа 1 разряда.
В соответствии с уставом школа помещается на усадебном месте С. И. Болтенкова и имеет в своём распоряжении, принадлежащие ему сады, питомники плодовых деревьев, пасеки, как на собственной земле, так и на арендуемой земле. Под школу были также переданы добротные здания фабриканта Василия Никоновича Разутова (принадлежащий ему пивоваренный завод экспортировал пиво во Францию).
В школу принимались ученики всех сословий, здорового телосложения и привыкших к физическому труду. Обучение продолжалось 3 года. Учебный процесс состоял из теоретических и практических занятий. Преподавалось плодоводство, овощеводство, пчеловодство.
После революции 1917 года и гражданской войны для парфюмерной и косметической промышленности нового государства потребовалось много сырья, вследствие чего на юге страны были созданы совхозы — заводы для производства эфирных масел. Для отрасли нужны были специалисты, и школа в 1930 году реорганизовалась в Вознесенский сельскохозяйственный техникум эфиромасличных культур под руководством директора Лещука Т. Я. Первый выпуск агротехников состоялся в 1933 году.
В 30-е годы возник социальный заказ на специалистов по переработке молока, в результате техникум эфиромасличных культур в 1938 году был преобразован в Вознесенский техникум маслодельно — сыроваренной промышленности.
Первый выпуск техников-технологов состоялся в апреле 1941, второй — в июне 1941, прямо с торжественной линейки почти все выпускники ушли на фронт вместе с директором Марченко Яковом Фёдоровичем и преподавателями.
С началом Великой Отечественной войны техникум вопреки всему продолжает подготовку специалистов силами эвакуированных из Полтавы преподавателей под руководством директора Улашкевича Василия Ильича. С 1942 по 1943 годы станица Вознесенская была оккупирована немцами. На территории техникума был госпиталь. При отступлении оккупантами был разрушен и сожжён клуб техникума, уничтожены оборудование и инвентарь кабинетов и лабораторий. Не было воды, электроэнергии, тепла, и всё же силами студентов и преподавателей в 1943 году учебное заведение начали восстанавливать. После войны были построены: двухэтажное общежитие, технологическая лаборатория, электростанция, баня, водопровод. Продолжало развиваться подсобное хозяйство.
В техникуме на достаточно высоком уровне развивалась художественная самодеятельность, причём, заслуженных специалистов и не было, энтузиастами были сами учащиеся комсомольцы. Ещё в довоенное время в техникуме звучал духовой оркестр, который завоевал сердца всей станицы. Им руководил Евдокимов Устин Фёдорович. Действовал драматический театр.
Важной вехой в развитии учебного заведения стало строительство зданий, которые являются основными в настоящее время. Начало строительства приходится на 50-е годы под руководством директора Городова Павла Александровича. Строительство продолжил директор Урюпин Николай Васильевич.
- 1958 — построен главный трёхэтажный корпус
- 1970 — построено пятиэтажное общежитие
- 1973 — построен двухэтажный корпус со студенческой столовой и актовым залом
- 1977 — завершено строительство огромного учебно-лабораторного корпуса

К 80-м годам XX века техникум представлял собой крупный комплекс, включающий сельскохозяйственное предприятие, сырзавод, где студенты проходили учебную производственную практику.
В 90-е годы пришли серьёзные изменения от техникума, под руководством директора Шадрина Евгения Михайловича, отделилась производственная часть. Учебное заведение развивается за счёт открытия новых специальностей, и уже в 1992 году преобразуется в Вознесенский колледж молочной промышленности.

### XXI век
С 2001 года руководителем учебного заведения является Лысенко Николай Фёдорович, кандидат сельскохозяйственных наук, профессор Кубанского государственного аграрного университета, депутат районного совета. Николай Фёдорович призёр конкурса директоров в Южном федеральном округе в номинации: «Лидер в спортивно — массовой и военно-патриотической работе». Имеет более 20 научных публикаций, автор книг «Развитие сельского хозяйства и перерабатывающей промышленности на Кубани», «Религии Северо-Западного Кавказа», «Атлас высших растений».
Хорошо налажена связь между теоретическим и практическим обучением: имеется собственный завод по производству масла и сыра, промышленная лаборатория по производству колбасных изделий, цех по выработке хлебобулочных изделий, современные мастерские, соответствующие мировым стандартам по компетенциям: кондитерское дело, холодильная техника и системы кондиционирования, монтаж оборудования и систем газоснабжения, мехатроника, мобильная робототехника. Интенсивно ведётся научно-исследовательская работа, действует исследовательское научное студенческое общество «ТОКЭП». Регулярно проводится межрегиональная научно — практическая конференция «Молодые исследователи Кубани». Созданы обучающие компьютерные программы, две действующие модели промышленных установок. Проведены исследования и опубликованы результаты в области радиологии почв, переработки молока, дистанционного обучения.
Начиная с 2003 года выпускается периодическая студенческая газета ВКМП (тираж 999 экземпляров), занявшая III место в краевом фестивале студенческого творчества «Российская студенческая весна на Кубани», регулярно проводятся спортивно — массовые и культурные мероприятия краевого масштаба, такие как фестиваль «Продукты вчера, сегодня, завтра», форум «Забытые имена Кубани». Так же на территории колледжа установлен обелиск, посвящённый выпускникам, погибшим в горячих точках. Имеются спортивные залы: боксёрский, теннисный, тренажёрный, бойцовский; студия бального танца, вокально-инструментальный ансамбль. Сборная ВКМП — чемпион открытой Кубанской лиги КВН-2007. Студенты техникума победители Всероссийских и международных чемпионатов по профессиональному мастерству.
С начала 2012 года учебное заведение называется Вознесенский техникум пищевых производств.

## Достижения
- Леушин Александр в 2019 году стал чемпионом мира WorldSkills International по компетенции «Холодильная техника и системы кондиционирования»
- За последние несколько лет подготовлены 2 чемпиона России и более 30 победителей и призёров региональных чемпионатов по 7 компетенциям:

«Кондитерское дело», «Хлебопечение»,"Мясопереработка", «Производство молочной продукции»,
«Холодильная техника и системы кондиционирования», «Интернет вещей», «Прототипирование»
- Учебное заведение в 2021 году стало участником Альянса СПО стран БРИКС
- Преподаватели техникума Мальцев Юрий Анатольевич и Ковалёва Инна Константиновна — победители краевого конкурса Преподаватель года
- Студенты ВТПП стали лучшими во Всероссийском конкурсе Большая перемена в 2021 и 2022 годах, а техникум вошёл в ТОП 20 лучших образовательных учреждений страны
- Созданы современные высокотехнологичные мастерские «Мехатроника», «Мобильная робототехника» в рамках национального проекта России «Образование»

## Известные выпускники
- Артёменко, Иван Петрович — председатель комитета по финансово-бюджетной и налоговой политике Законодательного собрания Краснодарского края, доктор технических наук, заслуженный работник пищевой промышленности России, награждён орденом «За заслуги перед Отечеством» II степени, Герой Труда Кубани, удостоен ордена Русской Православной Церкви Преподобного Сергия Радонежского и медали Преподобного князя Даниила Московского
- Безусов, Вячеслав Дмитриевич — заместитель генерального директора департамента сельского хозяйства и продовольствия Краснодарского края
- Богданченко, Сергей Николаевич — Герой России
- Давиденко, Жанна Даниловна[5] — Герой Социалистического Труда
- Зубанко, Зоя Николаевна — заслуженный работник пищевой промышленности РФ
- Кравченко, Евгений Николаевич — заслуженный работник пищевой промышленности РФ
- Лапикова, Лидия Васильевна — награждена орденом Почёта
- Лях, Вера Яковлевна — заместитель генерального директора «Ассоциация Кубаньмолоко», заслуженный работник пищевой промышленности, кандидат технических наук
- Овчарова, Галина Петровна — кандидат технических наук, заслуженный деятель науки Кубани, доцент Кубанского государственного аграрного университета
- Орловский, Иван Андреевич — награждён орденом Почёта
- Пономарёв, Виталий Иванович — заслуженный работник пищевой промышленности РФ
- Пушкин, Виталий Владимирович — награждён орденом за заслуги перед отечеством, заслуженный работник России
- Шведов, Николай Петрович — заслуженный работник пищевой индустрии РФ

## Специальности
- Технология молока и молочных продуктов;
- Технология хлеба, кондитерских и макаронных изделий;
- Технология мяса и мясных продуктов;
- Монтаж и техническая эксплуатация холодильно-компрессорных машин и установок;
- Техническое обслуживание и ремонт систем вентиляции и кондиционирования;
- Монтаж и эксплуатация оборудования и систем газоснабжения;
- Товароведение и экспертиза качества продовольственных товаров;
- Мехатроника и мобильная робототехника (по отраслям).